# Cauchy-eulersche Bewegungsgesetze
Die cauchy-eulerschen Bewegungsgesetze von Augustin-Louis Cauchy und Leonhard Euler sind die lokalen Formen des Impuls- und Drallsatzes in der Kontinuumsmechanik. Es sind Bewegungsgleichungen, die, wenn sie lokal, d. h. in jedem Punkt eines Körpers erfüllt sind, sicherstellen, dass die Bewegung des Körpers als Ganzes – inklusive Verformungen – dem Impuls- bzw. Drallsatz gehorcht.
Das erste cauchy-eulersche Bewegungsgesetz korrespondiert mit dem Impulssatz und lautet im geometrisch linearen Fall an einem materiellen Punkt des Körpers:
{\displaystyle \rho {\vec {a}}=\rho {\vec {k}}+\operatorname {div} \;{\boldsymbol {\sigma }}}
Hier ist ρ die Dichte, {\displaystyle {\vec {a}}} die Beschleunigung des materiellen Punktes, {\displaystyle {\vec {k}}} die Schwerebeschleunigung, {\displaystyle {\boldsymbol {\sigma }}} der cauchysche Spannungstensor und div der Divergenzoperator. Die spezifische Impulsänderung bestimmt sich demnach aus der spezifischen Schwerkraft und dem Antrieb durch einen Spannungsanstieg. Alle Variablen in der Gleichung sind im Allgemeinen sowohl vom Ort als auch von der Zeit abhängig.
Das zweite cauchy-eulersche Bewegungsgesetz entspricht dem lokal formulierten Drallsatz, der sich auf die Forderung nach der Symmetrie des cauchyschen Spannungstensors reduziert:
{\displaystyle {\boldsymbol {\sigma }}={\boldsymbol {\sigma }}^{\top }}
Das Superskript „⊤“ markiert die Transposition. Die Symmetrie entspricht dem Satz von der Gleichheit der zugeordneten Schubspannungen.
{\displaystyle \sigma _{ij}=\sigma _{ji},\quad i,j=1,2,3}.
Bei großen Verschiebungen können beide Bewegungsgesetze in lagrangescher Betrachtungsweise materiell oder eulerscher Betrachtungsweise räumlich formuliert werden. Die Struktur der Gleichungen bleibt dabei erhalten, aber es kommt zu Modifikationen in den Abhängigkeiten oder im Spannungstensor.
Die cauchy-eulerschen Bewegungsgesetze sind die Basis für die eulerschen Gleichungen der Strömungsmechanik, der Navier-Stokes- und der Navier-Cauchy-Gleichungen. Eine der Grundgleichungen der Verschiebungsmethode in der Finite-Elemente-Methode ist das Prinzip von d’Alembert in der lagrangeschen Fassung, das eine aus den cauchy-eulerschen Gesetzen folgende Aussage ist.
Für Begriffsklärung empfiehlt sich die Lektüre des Artikels zur Kontinuumsmechanik. Die verwendeten Operatoren und Rechenregeln sind in den Formelsammlungen zur Tensoralgebra und Tensoranalysis aufgeführt.

## Erstes cauchy-eulersches Bewegungsgesetz
Das erste cauchy-eulersche Bewegungsgesetz folgt aus dem 1687 von Isaac Newton formulierten und nach ihm benannten zweiten newtonschen Gesetz, das dem Impulssatz entspricht, demgemäß die Änderung des Impulses mit der Zeit gleich der auf einen Körper wirkenden äußeren Kräfte ist:
{\displaystyle {\frac {\mathrm {d} {\vec {p}}}{\mathrm {d} t}}={\vec {F}}_{v}+{\vec {F}}_{a}}
Der Vektor {\displaystyle {\vec {p}}} stellt den Impuls dar, dessen zeitliche Änderung sich aus volumenverteilten und oberflächig eingeleiteten Kräften {\displaystyle {\vec {F}}_{v}} bzw. {\displaystyle {\vec {F}}_{a}} ergibt. In dem die Kontinuumsmechanik den Körper als Punktmenge idealisiert, wird aus der obigen Gleichung eine Integralgleichung, in der der spezifische Impuls, die spezifische Schwerebeschleunigung und die oberflächig wirkenden Kräfte über das Volumen bzw. über die Oberfläche integriert werden. Bei kleinen Verformungen kann das erste cauchy-eulersche Bewegungsgesetz am Volumenelement hergeleitet werden.

### Impulssatz am Volumenelement

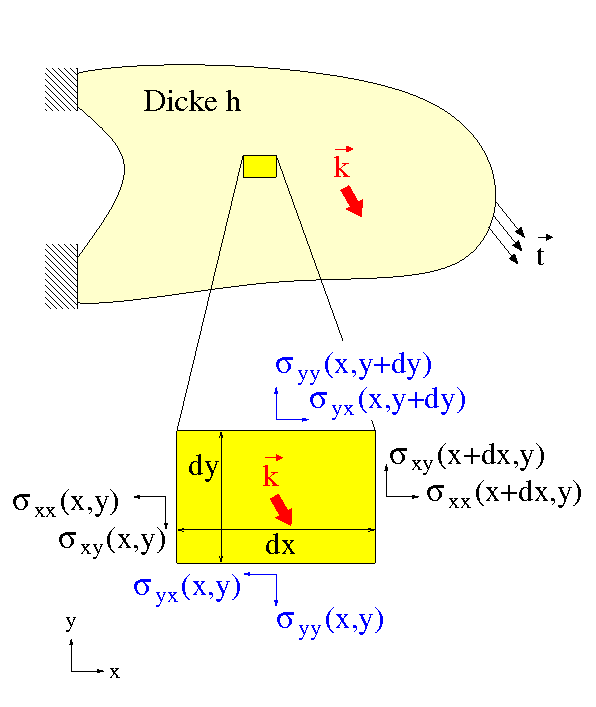
Spannungen an einem freigeschnittenen Scheibenelement

Der zweidimensionale Fall im ebenen Spannungszustand lässt sich leichter veranschaulichen und soll daher vorangestellt werden. Dazu wird eine ebene Scheibe der Dicke h betrachtet, die durch in der Ebene wirkende Kräfte belastet wird, siehe oberen Bildteil. Aus dieser Scheibe wird gedanklich ein rechteckiges Stück (gelb) herausgeschnitten, parallel zu dessen Kanten ein kartesisches Koordinatensystem definiert wird, in dem es die Breite dx und Höhe dy hat. Nach dem Schnittprinzip entstehen an den Schnittflächen Schnittspannungen, die an die Stelle des weggeschnittenen Teils treten, siehe Schnittreaktion. Bei einem (infinitesimal) kleinen Scheibenelement können die Schnittspannungen als über die Fläche konstant angenommen werden. Die Schnittspannungen {\displaystyle {\vec {t}}_{x}=\sigma _{xx}{\hat {e}}_{x}+\sigma _{xy}{\hat {e}}_{y}} treten auf der Oberfläche mit der Normalen in x-Richtung auf und entsprechend operiert {\displaystyle {\vec {t}}_{y}=\sigma _{yx}{\hat {e}}_{x}+\sigma _{yy}{\hat {e}}_{y}} auf der Oberfläche mit der Normalen in y-Richtung. In der Komponente {\displaystyle \sigma _{ij}} bezieht sich der erste Index also auf die Flächennormale und der zweite Index auf die Wirkrichtung. Nach Voraussetzung gibt es keine Spannungen senkrecht zur Scheibenebene. An den Flächen, deren Normalen in positive Koordinatenrichtung weisen, ist das positive Schnittufer und die Spannungen wirken in positiver Richtung. An den Flächen, deren Normalen in negative Koordinatenrichtung weisen, ist das negative Schnittufer und die Spannungen wirken in negativer Richtung, siehe Bild. Sie sind im Gleichgewicht mit den Schnittspannungen an den benachbarten, weggeschnittenen Teilen des Körpers.
Das zweite newtonsche Gesetz besagt, dass die an dem Scheibenelement angreifenden Spannungen – multipliziert mit ihrer Wirkfläche – das Scheibenelement beschleunigen. An dem Scheibenelement führt das unter Berücksichtigung der Schwerebeschleunigung in x- und y-Richtung auf
{\displaystyle {\begin{array}{ll}\mathrm {d} m\,a_{x}=\mathrm {d} m\,k_{x}\!\!\!\!\!\!&+\,\sigma _{xx}(x+\mathrm {d} x,y)h\,\mathrm {d} y+\sigma _{yx}(x,y+\mathrm {d} y)h\,\mathrm {d} x\\&-\,\sigma _{xx}(x,y)h\,\mathrm {d} y-\sigma _{yx}(x,y)h\,\mathrm {d} x\\\mathrm {d} m\,a_{y}=\mathrm {d} m\,k_{y}\!\!\!\!\!\!&+\,\sigma _{xy}(x+\mathrm {d} x,y)h\,\mathrm {d} y+\sigma _{yy}(x,y+\mathrm {d} y)h\,\mathrm {d} x\\&-\,\sigma _{xy}(x,y)h\,\mathrm {d} y-\sigma _{yy}(x,y)h\,\mathrm {d} x\end{array}}}
Die Masse {\displaystyle \mathrm {d} m=\rho h\,\mathrm {d} x\,\mathrm {d} y} des Scheibenelements ergibt sich aus der Dichte ρ des Materials und dem Volumen {\displaystyle h\,\mathrm {d} x\,\mathrm {d} y}. Division durch dieses Volumen liefert im Grenzwert {\displaystyle \mathrm {d} x\rightarrow 0} und {\displaystyle \mathrm {d} y\rightarrow 0} den lokalen Impulssatz in x- bzw. y-Richtung:
{\displaystyle \left.{\begin{array}{rcl}\rho a_{x}&=&\rho k_{x}+{\frac {\partial \sigma _{xx}}{\partial x}}+{\frac {\partial \sigma _{yx}}{\partial y}}\\\rho a_{y}&=&\rho k_{y}+{\frac {\partial \sigma _{xy}}{\partial x}}+{\frac {\partial \sigma _{yy}}{\partial y}}\end{array}}\right\}\leftrightarrow \quad \rho a_{i}=\rho k_{i}+\sum _{j=1}^{2}{\frac {\partial \sigma _{ji}}{\partial x_{j}}}\,,\quad i=1,2}
wenn – wie üblich – die Koordinaten nach dem Schema x→1, y→2, z→3 durchnummeriert werden. In drei Dimensionen resultieren die gleichen Differentialgleichungen analog, nur wird von eins bis drei summiert:
{\displaystyle \rho a_{i}=\rho k_{i}+\sum _{j=1}^{3}{\frac {\partial \sigma _{ji}}{\partial x_{j}}}\,,\quad i=1,2,3}
Multiplikation dieser Gleichungen mit dem Basisvektor êi der Standardbasis und Addition der resultierenden drei Gleichungen mündet in der Vektorgleichung
{\displaystyle {\begin{array}{cccccccl}\underbrace {\displaystyle \sum _{i=1}^{3}\rho a_{i}{\hat {e}}_{i}} \!\!\!\!&=&\!\!\!\!\underbrace {\displaystyle \sum _{i=1}^{3}\rho k_{i}{\hat {e}}_{i}} \!\!\!\!&+&\!\!\!\!\underbrace {\displaystyle \sum _{k=1}^{3}{\hat {e}}_{k}{\frac {\partial }{\partial x_{k}}}} \!\!\!\!&\cdot &\!\!\!\!\underbrace {\displaystyle \sum _{i,j=1}^{3}\sigma _{ji}{\hat {e}}_{j}\otimes {\hat {e}}_{i}} \\\rho {\vec {a}}\!\!\!\!&=&\!\!\!\!\rho {\vec {k}}\!\!\!\!&+&\!\!\!\!\nabla \!\!\!\!&\cdot \!\!\!\!&{\boldsymbol {\sigma }}&=\;\rho {\vec {k}}+\operatorname {div} \;{\boldsymbol {\sigma }}\end{array}}}
Der Nabla-Operator „{\displaystyle \nabla }“ liefert im Skalarprodukt die Divergenz div des cauchyschen Spannungstensors {\displaystyle {\boldsymbol {\sigma }}}, der eine Summe von Dyaden ist, die mit dem dyadischen Produkt „{\displaystyle \otimes }“ der Basisvektoren und seinen Komponenten {\displaystyle \sigma _{ji}} gebildet werden. Die Vektorgleichung ist die koordinatenfreie Version des lokalen Impulssatzes, die in beliebigen Koordinaten eines Inertialsystems gilt.
Der Schnittspannungsvektor
{\displaystyle {\vec {t}}_{x}=\sigma _{xx}{\hat {e}}_{x}+\sigma _{xy}{\hat {e}}_{y}+\sigma _{xz}{\hat {e}}_{z}={\boldsymbol {\sigma }}^{\top }\cdot {\hat {e}}_{x}={\hat {e}}_{x}\cdot {\boldsymbol {\sigma }}}
in der Schnittfläche mit Normalenvektor in x-Richtung ist im cauchyschen Spannungstensor zeilenweise eingetragen, was sinngemäß auch für Schnittspannungsvektoren in y- und z-Richtung gilt.

### Impulssatz in lagrangescher Darstellung
In der lagrangeschen Darstellung lautet der globale Impulssatz
{\displaystyle {\frac {\mathrm {d} }{\mathrm {d} t}}\int _{V}\rho _{0}({\vec {X}})\,{\dot {\vec {\chi }}}({\vec {X}},t)\,\mathrm {d} V=\int _{V}\rho _{0}({\vec {X}})\,{\vec {k}}_{0}({\vec {X}},t)\,\mathrm {d} V+\int _{A}{\vec {t}}_{0}({\vec {X}},t)\,\mathrm {d} A}
die den materiellen Punkten (Partikel) zugeordnete physikalische Größen benutzt, siehe Impulsbilanz. Die Partikel werden durch ihre materiellen Koordinaten {\displaystyle {\vec {X}}\in V} in dem Volumen V des Körpers zu einer festgelegten Zeit t0 im Referenzzustand identifiziert, und auf diese Partikel bezieht sich die Impulsbilanz lokal. Die einem materiellen Punkt zugeordnete Dichte ρ0 ist auf Grund der Massenbilanz keine Funktion der Zeit. Der aufgesetzte Punkt steht hier wie im Folgenden für die substantielle Ableitung, also für die Zeitableitung bei festgehaltenem Partikel, denn die Gesetze der Mechanik beziehen sich auf die Partikel und nicht auf die Raumpunkte.
Bei den Integralen oben ist das Integrationsgebiet materiell festgelegt, sodass es sich also mit dem Körper mitbewegt, ohne dass neue Partikel zum Gebiet hinzukommen oder wegfallen. Dies wird durch die Großschreibung V bzw. A der Integrationsgebiete symbolisiert.
Weil das Referenzvolumen V somit nicht von der Zeit abhängt, kann die Zeitableitung des Integrals in den Integranden verschoben werden:
{\displaystyle {\frac {\mathrm {d} }{\mathrm {d} t}}\int _{V}\rho _{0}({\vec {X}})\,{\dot {\vec {\chi }}}({\vec {X}},t)\,\mathrm {d} V=\int _{V}\rho _{0}({\vec {X}})\,{\ddot {\vec {\chi }}}({\vec {X}},t)\,\mathrm {d} V}
Die von außen angreifenden, flächenverteilten Kräfte (Spannungen) {\displaystyle {\vec {t}}_{0}} sind die mit dem Nennspannungstensor N transformierten Normaleneinheitsvektoren {\displaystyle {\vec {N}}} an der Oberfläche A des Körpers: {\displaystyle {\vec {t}}_{0}=\mathbf {N} ^{\top }\cdot {\vec {N}}=\mathbf {P} \cdot {\vec {N}}}. Darin ist P = N⊤ der erste-Piola-Kirchhoff Tensor und ⊤ bedeutet die Transponierung. Das Oberflächenintegral der Oberflächenspannungen wird mit dem gaußschen Integralsatz in ein Volumenintegral umgewandelt:
{\displaystyle {\begin{aligned}\int _{A}{\vec {t}}_{0}\,\mathrm {d} A=&\int _{A}\mathbf {N} ^{\top }\cdot {\vec {N}}\,\mathrm {d} A=\int _{V}\nabla _{0}\cdot \mathbf {N} \,\mathrm {d} V\\=&\int _{A}\mathbf {P} \cdot {\vec {N}}\,\mathrm {d} A=\int _{V}\operatorname {DIV} (\mathbf {P} )\,\mathrm {d} V\end{aligned}}}
Der Divergenzoperator DIV wird hier groß geschrieben und der Nabla-Operator wird mit einem Index 𝜵0 versehen, weil sie die materiellen Ableitungen nach den materiellen Koordinaten {\displaystyle {\vec {X}}} beinhalten. Es gilt für jedes Tensorfeld {\displaystyle \mathbf {T} ({\vec {X}})\colon \;\operatorname {DIV} \mathbf {T} =\nabla _{0}\cdot (\mathbf {T} ^{\top })}. Die Operatoren in dieser Gleichung sind von den räumlichen Operatoren div bzw. 𝜵 zu unterscheiden, die die räumlichen Ableitungen nach den räumlichen Koordinaten {\displaystyle {\vec {x}}} ausführen, und die in der eulerschen Darstellung benötigt werden. Mit den vorliegenden Ergebnissen kann die Impulsbilanz als verschwindendes Volumenintegral ausgedrückt werden:
{\displaystyle \int _{V}(\rho _{0}{\ddot {\vec {\chi }}}-\rho _{0}{\vec {k}}_{0}-\nabla _{0}\cdot \mathbf {N} )\,\mathrm {d} V=\int _{V}(\rho _{0}{\ddot {\vec {\chi }}}-\rho _{0}{\vec {k}}_{0}-\operatorname {DIV} \mathbf {P} )\,\mathrm {d} V={\vec {0}}}
Diese Gleichung gilt für jeden Körper und jeden seiner Teilkörper, sodass – Stetigkeit des Integranden vorausgesetzt – auf das erste cauchy-eulersche Bewegungsgesetz in der lagrangeschen Darstellung
{\displaystyle \rho _{0}({\vec {X}})\,{\ddot {\vec {\chi }}}({\vec {X}},t)=\rho _{0}({\vec {X}})\,{\vec {k}}_{0}({\vec {X}},t)+\nabla _{0}\cdot \mathbf {N} ({\vec {X}},t)=\rho _{0}({\vec {X}})\,{\vec {k}}_{0}({\vec {X}},t)+\operatorname {DIV} \mathbf {P} ({\vec {X}},t)}
geschlossen werden kann. Das Vorkommen der materiellen Koordinaten und des Nennspannungstensors N bzw. des ersten-Piola-Kirchhoff’schen Spannungstensors P an Stelle des cauchyschen Spannungstensors berücksichtigt die Formänderung des bei der Betrachtung am Volumenelement oben herausgeschnittenen Teilkörpers bei großen Deformationen. Bei kleinen Verschiebungen ist {\displaystyle \mathbf {N} \approx \mathbf {P} \approx {\boldsymbol {\sigma }}} und zwischen den materiellen und räumlichen Koordinaten braucht nicht unterschieden zu werden, wodurch das eingangs angegebene Bewegungsgesetz entsteht.

### Impulssatz in eulerscher Darstellung
In der eulerschen Darstellung lautet der globale Impulssatz
{\displaystyle {\frac {\mathrm {d} }{\mathrm {d} t}}\int _{v}\rho ({\vec {x}},t){\vec {v}}({\vec {x}},t)\,\mathrm {d} v=\int _{v}\rho ({\vec {x}},t){\vec {k}}({\vec {x}},t)\,\mathrm {d} v+\int _{a}{\vec {t}}({\vec {x}},t)\,\mathrm {d} a}
Die räumlichen Punkte werden durch ihre räumlichen Koordinaten {\displaystyle {\vec {x}}\in v} in dem momentanen Volumen {\displaystyle v} zur Zeit t identifiziert, siehe Impulsbilanz. Anders als in der lagrangeschen Darstellung sind die Integrationsgrenzen als Oberflächen des Körpers von der Zeit abhängig, was bei der Berechnung der Impulsänderung zu berücksichtigen ist. Nach dem reynoldsschen Transportsatz gilt:
{\displaystyle {\begin{aligned}{\frac {\mathrm {d} }{\mathrm {d} t}}\int _{v}\rho ({\vec {x}},t){\vec {v}}({\vec {x}},t)\,\mathrm {d} v=&\int _{v}{\frac {\mathrm {d} }{\mathrm {d} t}}(\rho {\vec {v}})\,\mathrm {d} v+\int _{a}\rho {\vec {v}}({\vec {v}}\cdot \mathrm {d} {\vec {a}})=\int _{v}\left[{\frac {\mathrm {d} }{\mathrm {d} t}}(\rho {\vec {v}})+\operatorname {div} ({\vec {v}})\rho {\vec {v}}\right]\,\mathrm {d} v\\=&\int _{v}{\big (}\underbrace {{\dot {\rho }}{\vec {v}}+\operatorname {div} ({\vec {v}})\rho {\vec {v}}} _{={\vec {0}}}+\rho {\dot {\vec {v}}}{\big )}\,\mathrm {d} v=\int _{v}\rho {\dot {\vec {v}}}\,\mathrm {d} v\end{aligned}}}
Der aufgesetzte Punkt steht für die substantielle Ableitung und in der ersten Zeile wurde das Oberflächenintegral mit dem gaußschen Integralsatz in ein Volumenintegral überführt. Der unterklammerte Term trägt auf Grund der lokalen Massenbilanz {\displaystyle {\dot {\rho }}+\rho \operatorname {div} {\vec {v}}=0} in der eulerschen Darstellung nichts bei.
Das Oberflächenintegral der von außen angreifenden Spannungen wird wie in der lagrangeschen Darstellung mit dem gaußschen Integralsatz in ein Volumenintegral überführt:
{\displaystyle \int _{a}{\vec {t}}\,\mathrm {d} a=\int _{a}{\boldsymbol {\sigma }}^{\top }\cdot {\vec {n}}\,\mathrm {d} a=\int _{v}\nabla \cdot {\boldsymbol {\sigma }}\,\mathrm {d} v=\int _{v}\operatorname {div} ({\boldsymbol {\sigma }})\,\mathrm {d} v}
denn der cauchysche Spannungstensor σ ist wegen des zweiten cauchy-eulerschen Bewegungsgesetzes unten symmetrisch. Der Nabla-Operator 𝜵 und der Divergenzoperator div beinhalten die räumlichen Ableitungen nach den räumlichen Koordinaten {\displaystyle {\vec {x}}}.
Mit den vorliegenden Ergebnissen kann die Impulsbilanz als verschwindendes Volumenintegral ausgedrückt werden:
{\displaystyle \int _{v}(\rho {\dot {\vec {v}}}-\rho {\vec {k}}-\nabla \cdot {\boldsymbol {\sigma }})\,\mathrm {d} v={\vec {0}}}
Diese Gleichung gilt für jedes Volumen, sodass – Stetigkeit des Integranden vorausgesetzt – das erste cauchy-eulersche Bewegungsgesetz in der eulerschen Darstellung
{\displaystyle \rho ({\vec {x}},t)\,{\dot {\vec {v}}}({\vec {x}},t)=\rho ({\vec {x}},t)\,{\vec {k}}({\vec {x}},t)+\nabla \cdot {\boldsymbol {\sigma }}({\vec {x}},t)}
abgeleitet werden kann. Hier ist die substantielle Zeitableitung der Geschwindigkeit bei festgehaltenem Partikel {\displaystyle {\vec {X}}} zu bilden, das sich zur Zeit t am Ort {\displaystyle {\vec {x}}={\vec {\chi }}({\vec {X}},t)} befindet und dort die Geschwindigkeit {\displaystyle {\vec {v}}({\vec {x}},t)={\dot {\vec {\chi }}}({\vec {X}},t)} besitzt:
{\displaystyle {\begin{aligned}{\dot {\vec {v}}}({\vec {x}},t):=&\left.{\frac {\mathrm {d} }{\mathrm {d} t}}{\vec {v}}({\vec {\chi }}({\vec {X}},t),t)\right|_{{\vec {X}}\;{\text{fest}}}={\frac {\partial }{\partial {\vec {x}}}}{\vec {v}}({\vec {x}},t)\cdot {\dot {\vec {\chi }}}({\vec {X}},t)+{\frac {\partial }{\partial t}}{\vec {v}}({\vec {x}},t)\\=&\operatorname {grad} ({\vec {v}})\cdot {\vec {v}}+{\frac {\partial {\vec {v}}}{\partial t}}\end{aligned}}}
Der räumliche Operator grad berechnet den räumlichen Geschwindigkeitsgradienten mit Ableitungen nach den räumlichen Koordinaten x1,2,3. Der konvektive Anteil
{\displaystyle \operatorname {grad} ({\vec {v}})\cdot {\vec {v}}:=(\nabla \otimes {\vec {v}})^{\top }\cdot {\vec {v}}={\vec {v}}\cdot (\nabla \otimes {\vec {v}})=({\vec {v}}\cdot \nabla ){\vec {v}}}
in der substantiellen Beschleunigung berücksichtigt das Hindurchfließen des Materials durch das bei der Betrachtung am Volumenelement oben festgehaltene Volumen V bei großen Verschiebungen. Bei kleinen Verschiebungen kann der quadratische konvektive Anteil vernachlässigt werden, sodass mit
{\displaystyle {\vec {a}}={\dot {\vec {v}}}={\frac {\partial {\vec {v}}}{\partial t}}}
das eingangs angegebene Bewegungsgesetz entsteht.

### Einfluss von Sprungstellen im Impulssatz

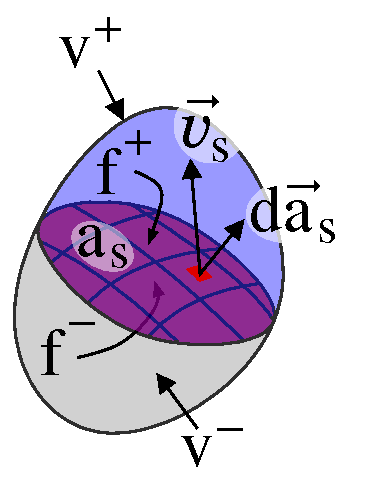
Eine Sprungstelle auf der Fläche a_{s} trennt zwei Raumbereiche v^{+} und v^{−}

Die verlangte örtliche Stetigkeit der Integranden wird unter realen Verhältnissen verletzt, wenn beispielsweise Dichtesprünge an Materialgrenzen oder Stoßwellen auftreten. Solche flächigen Sprungstellen können jedoch berücksichtigt werden, wenn die Fläche selbst örtlich stetig differenzierbar ist und so in jedem ihrer Punkte einen Normalenvektor besitzt. Die Fläche – im Folgenden Sprungstelle genannt – muss keine materielle Fläche sein, kann sich also mit einer anderen Geschwindigkeit bewegen als die Masse selbst. Durch diese Fläche wird die Masse in zwei Stücke v+ und v− geteilt und es wird vereinbart, dass der Normalenvektor der Sprungstelle as in Richtung der Sprungstellengeschwindigkeit {\displaystyle {\vec {v}}_{s}} und das Volumen v+ weise, siehe Bild rechts.
Dann lautet das Reynolds-Transport-Theorem mit Sprungstelle:
{\displaystyle {\begin{aligned}{\frac {\mathrm {d} }{\mathrm {d} t}}\int _{v}\rho {\vec {v}}\,\mathrm {d} v=&\int _{v}{\frac {\partial (\rho {\vec {v}})}{\partial t}}\,\mathrm {d} v+\int _{a}\rho {\vec {v}}\;({\vec {v}}\cdot \,\mathrm {d} {\vec {a}})+\int _{a_{s}}[[\rho {\vec {v}}\;(({\vec {v}}_{s}-{\vec {v}})\cdot {\vec {n}})]]\mathrm {d} a_{s}\\=&\int _{v}\rho {\dot {\vec {v}}}\,\mathrm {d} v+\int _{a_{s}}[[\rho {\vec {v}}\;(({\vec {v}}_{s}-{\vec {v}})\cdot {\vec {n}})]]\mathrm {d} a_{s}\end{aligned}}}
Der zweite Term mit der Sprungklammer [[...]] kommt neu hinzu. Die Integrale über die von außen angreifenden Kräfte werden getrennt für die Volumina v+ und v− berechnet:
{\displaystyle {\begin{aligned}\left(\int _{v}\rho {\vec {k}}\;\mathrm {d} v+\int _{a}{\vec {t}}\,\mathrm {d} a\right)^{+}=&\int _{v^{+}}\rho {\vec {k}}\;\mathrm {d} v^{+}+\int _{a^{+}}{\boldsymbol {\sigma }}^{\top }\cdot {\vec {n}}\,\mathrm {d} a^{+}-\int _{a_{s}}{\boldsymbol {\sigma }}^{\top }\cdot {\vec {n}}\,\mathrm {d} a_{s}\\\left(\int _{v}\rho {\vec {k}}\;\mathrm {d} v+\int _{a}{\vec {t}}\,\mathrm {d} a\right)^{-}=&\int _{v^{-}}\rho {\vec {k}}\;\mathrm {d} v^{-}+\int _{a^{-}}{\boldsymbol {\sigma }}^{\top }\cdot {\vec {n}}\,\mathrm {d} a^{-}+\int _{a_{s}}{\boldsymbol {\sigma }}^{\top }\cdot {\vec {n}}\,\mathrm {d} a_{s}\end{aligned}}}
Die Normale soll immer nach außen gerichtet sein und geht daher auf der Sprungstelle einmal mit positivem und einmal mit negativem Vorzeichen ein. Die Vereinigung der Oberflächen a+ und a− ergibt die Oberfläche a des gesamten Volumens v, zu dessen Oberfläche die innere Fläche as nicht gehört. Die Summe der drei Gleichungen führt nach Umformungen, wie sie oben bereits angegeben wurden, auf
{\displaystyle \int _{v}(\rho {\dot {\vec {v}}}-\rho {\vec {k}}-\nabla \cdot {\boldsymbol {\sigma }})\,\mathrm {d} v=\int _{a_{s}}[[\rho {\vec {v}}\;(({\vec {v}}-{\vec {v}}_{s})\cdot {\vec {n}})-{\boldsymbol {\sigma }}^{\top }\cdot {\vec {n}}]]\mathrm {d} a_{s}}
Jenseits der Sprungstelle verschwindet die rechte Seite und die lokale Impulsbilanz ohne Sprungstelle folgt. An der (flächigen) Sprungstelle ist dv=0 und die linke Seite kann vernachlässigt werden, sodass bei Stetigkeit des Integranden mit der Sprungklammer in der Fläche
{\displaystyle [[\rho {\vec {v}}\;(({\vec {v}}_{s}-{\vec {v}})\cdot {\vec {n}})+{\boldsymbol {\sigma }}^{\top }\cdot {\vec {n}}]]=[[\rho {\vec {v}}\otimes ({\vec {v}}_{s}-{\vec {v}})+{\boldsymbol {\sigma }}^{\top }]]\cdot {\vec {n}}={\vec {0}}}
abgeleitet werden kann. Wenn die Sprungstelle eine materielle Fläche ist, wie beispielsweise an Materialgrenzen, dann ist {\displaystyle {\vec {v}}_{s}={\vec {v}}} und es folgt:
{\displaystyle [[{\boldsymbol {\sigma }}^{\top }]]\cdot {\vec {n}}={\vec {0}}\quad \Leftrightarrow \quad {{\boldsymbol {\sigma }}^{+}}^{\top }\cdot {\vec {n}}={\vec {t}}^{+}={{\boldsymbol {\sigma }}^{-}}^{\top }\cdot {\vec {n}}={\vec {t}}^{-}}
Die Schnittspannungen auf beiden Seiten einer materiellen Sprungstelle müssen gleich sein.

## Zweites cauchy-eulersches Bewegungsgesetz
Das zweite cauchy-eulersche Bewegungsgesetz folgt aus dem 1754 von Leonhard Euler aufgestellten Drallsatz, nach dem die zeitliche Änderung des Drehimpulses {\displaystyle {\vec {L}}} gleich der von außen angreifenden Drehmomente ist:
{\displaystyle {\dot {\vec {L}}}={\vec {M}}_{v}+{\vec {M}}_{a}}
Der Vektor {\displaystyle {\vec {M}}_{v}} steht für das von volumenverteilten Kräften ausgehende Drehmoment und der Vektor {\displaystyle {\vec {M}}_{a}} für das oberflächig eingeleitete Moment.

### Drallsatz am Volumenelement

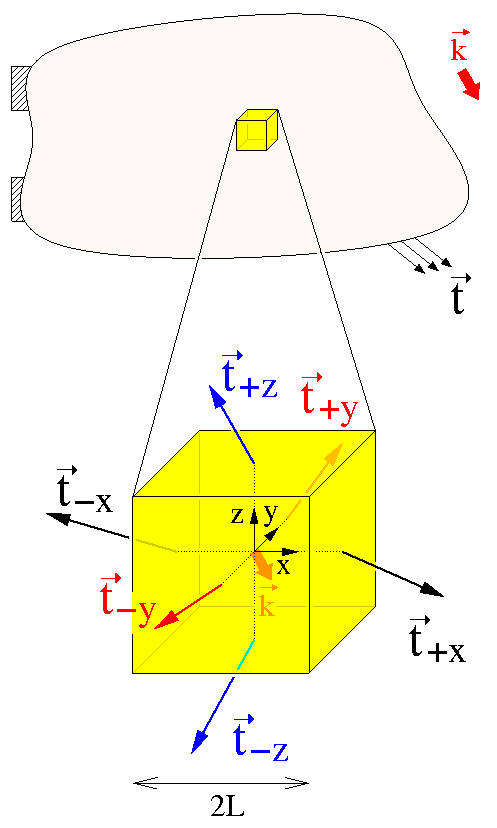
Schnittspannungen an einem würfelförmigen Teilkörper

Es wird ein belasteter Körper betrachtet, aus dem gedanklich ein würfelförmiger Teilkörper (im Bild gelb) herausgeschnitten wird, der die Kantenlänge 2L hat und in dessen Massenmittelpunkt ein zu den Würfelkanten parallel ausgerichtetes kartesisches Koordinatensystem gelegt wird. An den Würfelflächen entstehen dem Schnittprinzip zufolge Schnittspannungen {\displaystyle {\vec {t}}}, die an die Stelle des weggeschnittenen Teilkörpers treten und die nach dem cauchyschen Fundamentaltheorem die mit dem cauchyschen Spannungstensor transformierten Normalenvektoren an die Schnittfläche sind. Bei infinitesimal kleinem Würfel können die Schnittspannungen als über die Fläche konstant angenommen werden und zu einer Resultierenden aufintegriert werden, die den Würfel aus Symmetriegründen in den Flächenmitten belasten. Für die in der Würfelmitte angreifenden Momente gilt:
- Vom Schwerpunkt des Würfels weist der Vektor {\displaystyle L{\hat {e}}_{x}} zur Mitte der Schnittfläche am positiven Schnittufer mit Normale in +x-Richtung und die Schnittspannung {\displaystyle {\vec {t}}_{+x}={\hat {e}}_{x}\cdot {\boldsymbol {\sigma }}_{+x}} wirkt dort auf der Fläche 4L².
- Das Moment der Schnittspannung am positiven Schnittufer lautet mit dem Kreuzprodukt „×“: {\displaystyle {\vec {M}}_{+x}=4L^{2}(L{\hat {e}}_{x})\times ({\hat {e}}_{x}\cdot {\boldsymbol {\sigma }}_{+x})}.
- Am negativen Schnittufer ist der Hebelarm {\displaystyle -L{\hat {e}}_{x}} und die Schnittspannung {\displaystyle {\vec {t}}_{-x}=-{\hat {e}}_{x}\cdot {\boldsymbol {\sigma }}_{-x}} operiert auf der gleichen Fläche 4L²: {\displaystyle {\vec {M}}_{-x}=4L^{2}(-L{\hat {e}}_{x})\times (-{\hat {e}}_{x}\cdot {\boldsymbol {\sigma }}_{-x})}.
- Die Momente der Schnittspannungen summieren sich zu {\displaystyle {\vec {M}}_{x}=4L^{3}{\hat {e}}_{x}\times [{\hat {e}}_{x}\cdot ({\boldsymbol {\sigma }}_{+x}+{\boldsymbol {\sigma }}_{-x})]}.
- In den anderen beiden Raumrichtungen ergibt sich entsprechend {\displaystyle {\vec {M}}_{y}=4L^{3}{\hat {e}}_{y}\times [{\hat {e}}_{y}\cdot ({\boldsymbol {\sigma }}_{+y}+{\boldsymbol {\sigma }}_{-y})]} und {\displaystyle {\vec {M}}_{z}=4L^{3}{\hat {e}}_{z}\times [{\hat {e}}_{z}\cdot ({\boldsymbol {\sigma }}_{+z}+{\boldsymbol {\sigma }}_{-z})]}.
- Im infinitesimal kleinen Würfel kann von ortsunabhängiger Dichte ρ und ortsunabhängigem Schwerefeld ausgegangen werden, das daher in der Würfelmitte kein Moment verursacht.

Bei homogener Dichte hat der Würfel die Masse {\displaystyle m=\rho (2L)^{3}=8\rho L^{3}} und den Trägheitstensor {\displaystyle {\boldsymbol {\Theta }}={\tfrac {m}{6}}(2L)^{2}\mathbf {1} ={\tfrac {16}{3}}\rho L^{5}\mathbf {1} }, der proportional zum Einheitstensor 1 ist. Im Drallsatz {\displaystyle {\vec {M}}={\dot {\vec {L}}}=({\boldsymbol {\Theta }}\cdot {\vec {\omega }}{\dot {)\,}}} mit der Winkelgeschwindigkeit {\displaystyle {\vec {\omega }}} ist die Massenträgheit demnach von fünfter Ordnung in den Abmessungen des ausgeschnittenen Teilkörpers während die Momente nur von dritter Ordnung sind, und das gilt auch bei einem nicht würfelförmigen Quader mit unterschiedlichen Dimensionen in x-, y- und z-Richtung, siehe Trägheitstensor eines Quaders. Bei kleiner werdendem Teilkörper geht die Massenträgheit schneller gegen null als die Momente, woraus das Boltzmann-Axiom resultiert:
{\displaystyle {\vec {M}}=4L^{3}\sum _{k=1}^{3}{\hat {e}}_{k}\times [{\hat {e}}_{k}\cdot ({\boldsymbol {\sigma }}_{+k}+{\boldsymbol {\sigma }}_{-k})]={\vec {0}}}
Die inneren Kräfte in einem Kontinuum sind momentenfrei. Bei kleiner werdendem Teilkörper wird {\displaystyle {\boldsymbol {\sigma }}_{+k}\approx {\boldsymbol {\sigma }}_{-k}\approx {\boldsymbol {\sigma }}} und somit
{\displaystyle {\begin{aligned}{\vec {0}}=&\sum _{k=1}^{3}{\hat {e}}_{k}\times ({\hat {e}}_{k}\cdot {\boldsymbol {\sigma }})=\sum _{k=1}^{3}{\hat {e}}_{k}\times \left({\hat {e}}_{k}\cdot \sum _{i,j=1}^{3}\sigma _{ij}{\hat {e}}_{i}\otimes {\hat {e}}_{j}\right)\\=&\sum _{i,j=1}^{3}\sigma _{ij}{\hat {e}}_{i}\times {\hat {e}}_{j}=(\sigma _{12}-\sigma _{21}){\hat {e}}_{3}+(\sigma _{23}-\sigma _{32}){\hat {e}}_{1}+(\sigma _{31}-\sigma _{13}){\hat {e}}_{2}\end{aligned}}}
Hieraus folgt der eingangs erwähnte Satz von der Gleichheit der zugeordneten Schubspannungen. Die obige Summe kann mit der Vektorinvariante {\displaystyle {\vec {\mathrm {i} }}} von Tensoren koordinatenfrei ausgedrückt werden:
{\displaystyle {\vec {0}}=\sum _{i,j=1}^{3}\sigma _{ij}{\hat {e}}_{i}\times {\hat {e}}_{j}={\vec {\mathrm {i} }}\left(\sum _{i,j=1}^{3}\sigma _{ij}{\hat {e}}_{i}\otimes {\hat {e}}_{j}\right)={\vec {\mathrm {i} }}({\boldsymbol {\sigma }})}
Denn in der Vektorinvariante ist das dyadische Produkt ⊗ durch das Kreuzprodukt × ausgetauscht. Nur der schiefsymmetrischer Anteil des Tensors trägt zu seiner Vektorinvariante bei, die hier verschwindet, sodass die Symmetrie des cauchyschen Spannungstensors folgt:
{\displaystyle {\boldsymbol {\sigma }}={\boldsymbol {\sigma }}^{\top }}
Diese Tensorgleichung, die in beliebigen Vektorraumbasen eines Inertialsystems gilt, ist die koordinatenfreie Version des lokalen Drallsatzes.

### Drehimpulssatz in lagrangescher Darstellung
Der Drehimpulssatz lautet in globaler lagrangescher Formulierung:
{\displaystyle {\frac {\mathrm {d} }{\mathrm {d} t}}\int _{V}({\vec {\chi }}-{\vec {c}})\times \rho _{0}{\dot {\vec {\chi }}}\,\mathrm {d} V=\int _{V}({\vec {\chi }}-{\vec {c}})\times \rho _{0}{\vec {k}}_{0}\,\mathrm {d} V+\int _{A}({\vec {\chi }}-{\vec {c}})\times {\vec {t}}_{0}\,\mathrm {d} A}
worin die physikalischen Größen zumeist sowohl vom Ort {\displaystyle {\vec {X}}} als auch von der Zeit t abhängen, was hier zwecks kompakter Darstellung unterschlagen wurde. Nur die Dichte ρ0 ist wegen der Massenerhaltung keine Funktion der Zeit und der beliebige Ortsvektor {\displaystyle {\vec {c}}} ist ebenfalls zeitlich fixiert, siehe Drehimpulsbilanz. Die Zeitableitung des ersten Integrals kann wie beim Impulssatz in den Integranden verschoben werden:
{\displaystyle {\frac {\mathrm {d} }{\mathrm {d} t}}\int _{V}({\vec {\chi }}-{\vec {c}})\times \rho _{0}{\dot {\vec {\chi }}}\,\mathrm {d} V=\int _{V}[\underbrace {{\dot {\vec {\chi }}}\times \rho _{0}{\dot {\vec {\chi }}}} _{={\vec {0}}}+({\vec {\chi }}-{\vec {c}})\times \rho _{0}{\ddot {\vec {\chi }}}]\,\mathrm {d} V=\int _{V}({\vec {\chi }}-{\vec {c}})\times \rho _{0}{\ddot {\vec {\chi }}}\,\mathrm {d} V}
Das Oberflächenintegral wird wie gehabt mit dem gaußschen Integralsatz in ein Volumenintegral umgeschrieben:
{\displaystyle {\begin{aligned}\int _{A}({\vec {\chi }}-{\vec {c}})\times {\vec {t}}_{0}\,\mathrm {d} A=&\int _{A}({\vec {\chi }}-{\vec {c}})\times (\mathbf {N} ^{\top }\cdot {\vec {N}})\,\mathrm {d} A=\int _{A}[({\vec {\chi }}-{\vec {c}})\times \mathbf {N} ^{\top }]\cdot {\vec {N}}\,\mathrm {d} A\\=&-\int _{A}[\mathbf {N} \times ({\vec {\chi }}-{\vec {c}})]^{\top }\cdot {\vec {N}}\,\mathrm {d} A=-\int _{V}\nabla _{0}\cdot [\mathbf {N} \times ({\vec {\chi }}-{\vec {c}})]\,\mathrm {d} V\\=&-\int _{V}\left\{(\nabla _{0}\cdot \mathbf {N} )\times ({\vec {\chi }}-{\vec {c}})-{\vec {\mathrm {i} }}{\big (}[\nabla _{0}\otimes ({\vec {\chi }}-{\vec {c}})]^{\top }\cdot \mathbf {N} {\big )}\right\}\,\mathrm {d} V\\=&\int _{V}\left\{({\vec {\chi }}-{\vec {c}})\times (\nabla _{0}\cdot \mathbf {N} )+{\vec {\mathrm {i} }}{\big (}\mathbf {F} \cdot \mathbf {N} {\big )}\right\}\,\mathrm {d} V\end{aligned}}}
Hier wurde die Produktregel {\displaystyle \nabla \cdot (\mathbf {T} \times {\vec {f}})=(\nabla \cdot \mathbf {T} )\times {\vec {f}}-{\vec {\mathrm {i} }}\left((\nabla \otimes {\vec {f}})^{\top }\cdot \mathbf {T} \right)} und die Definition des Deformationsgradienten {\displaystyle \mathbf {F} =\operatorname {GRAD} {\vec {\chi }}=(\nabla _{0}\otimes {\vec {\chi }})^{\top }} eingesetzt. Die Operatoren 𝜵0 und GRAD bilden den materiellen Vektorgradient mit Ableitungen nach den materiellen Koordinaten X1,2,3, weshalb der Nabla-Operator 𝜵0 einen Index 0 und der Operator GRAD hier in Abgrenzung zum räumlichen Gradienten grad groß geschrieben wird.
Mit den vorliegenden Ergebnissen kann die Drehimpulsbilanz als verschwindendes Volumenintegral ausgedrückt werden:
{\displaystyle \int _{V}[({\vec {\chi }}-{\vec {c}})\times (\underbrace {\rho _{0}{\ddot {\vec {\chi }}}-\rho _{0}{\vec {k}}_{0}-\nabla _{0}\cdot \mathbf {N} } _{={\vec {0}}})-{\vec {\mathrm {i} }}{\big (}\mathbf {F} \cdot \mathbf {N} {\big )}]\,\mathrm {d} V=-\int _{V}{\vec {\mathrm {i} }}{\big (}\mathbf {F} \cdot \mathbf {N} {\big )}\,\mathrm {d} V={\vec {0}}}
Der unterklammerte Term trägt wegen der lokalen Impulsbilanz nichts bei. Das letzte Integral gilt für jeden beliebigen Teilkörper, sodass bei stetigem Integrand {\displaystyle {\vec {\mathrm {i} }}{\big (}\mathbf {F} \cdot \mathbf {N} {\big )}={\vec {0}}} und – wie bei der Herleitung am Volumenelement – die Symmetrie von {\displaystyle \mathbf {F\cdot N} } abgeleitet werden kann. Die lokale Drehimpulsbilanz in der lagrangeschen Darstellung reduziert sich demnach auf die Forderung
{\displaystyle \mathbf {F\cdot N} =(\mathbf {F\cdot N} )^{\top }=\mathbf {N^{\top }\cdot F^{\top }} }
Multiplikation von links mit {\displaystyle \mathbf {F} ^{-1}} und von rechts mit {\displaystyle \mathbf {F} ^{\top -1}} ergibt gleichbedeutend:
{\displaystyle \mathbf {F} ^{-1}\cdot \mathbf {F\cdot N\cdot F} ^{\top -1}=\mathbf {F} ^{-1}\cdot \mathbf {N^{\top }\cdot F^{\top }\cdot F} ^{\top -1}\;\leftrightarrow \;\mathbf {N\cdot F} ^{\top -1}=(\mathbf {N\cdot F} ^{\top -1})^{\top }}
Der Tensor {\displaystyle {\tilde {\mathbf {T} }}:=\mathbf {N\cdot F} ^{\top -1}} ist der zweite piola-kirchhoffsche Spannungstensor, dessen Symmetrie gemäß
{\displaystyle {\tilde {\mathbf {T} }}={\tilde {\mathbf {T} }}^{\top }}
die Erfüllung der Drehimpulsbilanz sicherstellt. Bei kleinen Verschiebungen stimmen der zweite piola-kirchhoffsche und der cauchysche Spannungstensor näherungsweise überein: {\displaystyle {\tilde {\mathbf {T} }}\approx {\boldsymbol {\sigma }}}.

### Drehimpulssatz in eulerscher Darstellung
In globaler eulerscher Formulierung lautet der Drehimpulssatz:
{\displaystyle {\frac {\mathrm {d} }{\mathrm {d} t}}\int _{v}({\vec {x}}-{\vec {c}})\times \rho {\vec {v}}\,\mathrm {d} v=\int _{v}({\vec {x}}-{\vec {c}})\times \rho {\vec {k}}\,\mathrm {d} v+\int _{a}({\vec {x}}-{\vec {c}})\times {\vec {t}}\,\mathrm {d} a}
worin die physikalischen Größen zumeist Funktionen sowohl vom Ort {\displaystyle {\vec {x}}} als auch von der Zeit t sind, was hier zwecks kompakter Darstellung unterschlagen wurde. Der Vektor {\displaystyle {\vec {c}}} ist beliebig und zeitlich fixiert, und die räumlichen Koordinaten {\displaystyle {\vec {x}}} stellen Integrationsvariable dar, die daher auch nicht von der Zeit abhängen.
Das erste Integral wird wie bei der Impulsbilanz mit dem reynoldsschen Transportsatz berechnet:
{\displaystyle {\begin{aligned}{\frac {\mathrm {d} }{\mathrm {d} t}}\int _{v}({\vec {x}}-{\vec {c}})\times \rho {\vec {v}}\,\mathrm {d} v=&\int _{v}\left\{{\frac {\mathrm {d} }{\mathrm {d} t}}[({\vec {x}}-{\vec {c}})\times \rho {\vec {v}}]+\operatorname {div} ({\vec {v}})({\vec {x}}-{\vec {c}})\times \rho {\vec {v}}\right\}\,\mathrm {d} v\\=&\int _{v}({\vec {x}}-{\vec {c}})\times [\underbrace {{\dot {\rho }}\,{\vec {v}}+\operatorname {div} ({\vec {v}})\rho \,{\vec {v}}} _{={\vec {0}}}+\rho \,{\dot {\vec {v}}}]\,\mathrm {d} v=\int _{v}({\vec {x}}-{\vec {c}})\times \rho \,{\dot {\vec {v}}}\,\mathrm {d} v\end{aligned}}}
Der unterklammerte Term trägt aufgrund der Massenbilanz nichts bei. Das Oberflächenintegral in der Drehimpulsbilanz wird analog zur lagrangeschen Darstellung mit dem gaußschen Integralsatz in ein Volumenintegral umgeschrieben:
{\displaystyle {\begin{aligned}\int _{a}({\vec {x}}-{\vec {c}})\times {\vec {t}}\,\mathrm {d} a=&\int _{a}({\vec {x}}-{\vec {c}})\times ({\boldsymbol {\sigma }}^{\top }\cdot {\vec {n}})\,\mathrm {d} a=\int _{a}[({\vec {x}}-{\vec {c}})\times {\boldsymbol {\sigma }}^{\top }]\cdot {\vec {n}}\,\mathrm {d} a\\=&-\int _{a}[{\boldsymbol {\sigma }}\times ({\vec {x}}-{\vec {c}})]^{\top }\cdot {\vec {n}}\,\mathrm {d} a=-\int _{v}\nabla \cdot [{\boldsymbol {\sigma }}\times ({\vec {x}}-{\vec {c}})]\,\mathrm {d} v\\=&-\int _{v}\left\{(\nabla \cdot {\boldsymbol {\sigma }})\times ({\vec {x}}-{\vec {c}})-{\vec {\operatorname {i} }}\left([\nabla \otimes ({\vec {x}}-{\vec {c}})]^{\top }\cdot {\boldsymbol {\sigma }}\right)\right\}\,\mathrm {d} v\\=&\int _{v}\left\{({\vec {x}}-{\vec {c}})\times (\nabla \cdot {\boldsymbol {\sigma }})+{\vec {\operatorname {i} }}(\mathbf {1} \cdot {\boldsymbol {\sigma }})\right\}\,\mathrm {d} v\\=&\int _{v}\left[({\vec {x}}-{\vec {c}})\times (\nabla \cdot {\boldsymbol {\sigma }})+{\vec {\operatorname {i} }}({\boldsymbol {\sigma }})\right]\,\mathrm {d} v\end{aligned}}}
Abweichend von der lagrangeschen Darstellung tritt hier der cauchysche Spannungstensor an die Stelle des Nennspannungstensors und wegen {\displaystyle (\nabla \otimes {\vec {x}})^{\top }=\operatorname {grad} {\vec {x}}=\mathbf {1} } der Einheitstensor an die Stelle des Deformationsgradienten.
Mit den vorliegenden Ergebnissen kann die Drehimpulsbilanz als verschwindendes Volumenintegral ausgedrückt werden:
{\displaystyle \int _{v}[({\vec {x}}-{\vec {c}})\times (\underbrace {\rho {\dot {\vec {v}}}-\rho {\vec {k}}-\nabla \cdot {\boldsymbol {\sigma }}} _{={\vec {0}}})-{\vec {\operatorname {i} }}({\boldsymbol {\sigma }})]\,\mathrm {d} v=-\int _{v}{\vec {\operatorname {i} }}({\boldsymbol {\sigma }})\,\mathrm {d} v={\vec {0}}}
Der unterklammerte Term trägt wegen der lokalen Impulsbilanz nichts bei und das letzte Integral gilt für jedes beliebige Volumen, sodass bei stetigem Integrand auf {\displaystyle {\vec {\operatorname {i} }}({\boldsymbol {\sigma }})={\vec {0}}} geschlossen werden kann. Analog zur lagrangeschen Darstellung reduziert sich die Drehimpulsbilanz in eulerscher Darstellung auf die Forderung nach der Symmetrie des cauchyschen Spannungstensors:
{\displaystyle {\boldsymbol {\sigma }}={\boldsymbol {\sigma }}^{\top }}

### Einfluss von Sprungstellen im Drehimpulssatz
Analog zum ersten cauchy-eulerschen Bewegungsgesetz lautet das Reynolds-Transport-Theorem mit Sprungstelle hier:
{\displaystyle {\frac {\mathrm {d} }{\mathrm {d} t}}\int _{v}({\vec {x}}-{\vec {c}})\times \rho {\vec {v}}\,\mathrm {d} v=\int _{v}({\vec {x}}-{\vec {c}})\times \rho {\dot {\vec {v}}}\,\mathrm {d} v+\int _{a_{s}}[[({\vec {x}}-{\vec {c}})\times \rho {\vec {v}}\;(({\vec {v}}_{s}-{\vec {v}})\cdot {\vec {n}})]]\mathrm {d} a_{s}}
Der zweite Term mit der Sprungklammer [[...]] kommt neu hinzu. Die Integrale über die von außen angreifenden Kräfte werden getrennt für v+ und v− berechnet:
{\displaystyle {\begin{array}{l}\displaystyle \left(\int _{v}({\vec {x}}-{\vec {c}})\times \rho {\vec {k}}\;\mathrm {d} v+\int _{a}({\vec {x}}-{\vec {c}})\times {\vec {t}}\,\mathrm {d} a\right)^{+}=\ldots \\\displaystyle \ldots =\int _{v^{+}}({\vec {x}}-{\vec {c}})\times \rho {\vec {k}}\;\mathrm {d} v^{+}+\int _{a^{+}}({\vec {x}}-{\vec {c}})\times {\boldsymbol {\sigma }}^{\top }\cdot {\vec {n}}\,\mathrm {d} a^{+}-\int _{a_{s}}({\vec {x}}-{\vec {c}})\times {\boldsymbol {\sigma }}^{\top }\cdot {\vec {n}}\,\mathrm {d} a_{s}\\\displaystyle \left(\int _{v}({\vec {x}}-{\vec {c}})\times \rho {\vec {k}}\;\mathrm {d} v+\int _{a}({\vec {x}}-{\vec {c}})\times {\vec {t}}\,\mathrm {d} a\right)^{-}=\ldots \\\displaystyle \ldots =\int _{v^{-}}({\vec {x}}-{\vec {c}})\times \rho {\vec {k}}\;\mathrm {d} v^{-}+\int _{a^{-}}({\vec {x}}-{\vec {c}})\times {\boldsymbol {\sigma }}^{\top }\cdot {\vec {n}}\,\mathrm {d} a^{-}+\int _{a_{s}}({\vec {x}}-{\vec {c}})\times {\boldsymbol {\sigma }}^{\top }\cdot {\vec {n}}\,\mathrm {d} a_{s}\end{array}}}
Die Summe der drei Gleichungen führt nach Umformungen, wie sie oben bereits angegeben wurden, auf
{\displaystyle {\begin{array}{l}\displaystyle \int _{v}[({\vec {x}}-{\vec {c}})\times (\rho {\dot {\vec {v}}}-\rho {\vec {k}}-\nabla \cdot {\boldsymbol {\sigma }})-{\vec {\operatorname {i} }}({\boldsymbol {\sigma }})]\,\mathrm {d} v=\ldots \\\qquad \qquad \ldots =\int _{a_{s}}[[({\vec {x}}-{\vec {c}})\times \rho {\vec {v}}\;(({\vec {v}}-{\vec {v}}_{s})\cdot {\vec {n}})-({\vec {x}}-{\vec {c}})\times {\boldsymbol {\sigma }}^{\top }\cdot {\vec {n}}]]\mathrm {d} a_{s}\end{array}}}
Jenseits der Sprungstelle verschwindet die rechte Seite und die Symmetrie des Spannungstensors folgt wie oben. An der (flächigen) Sprungstelle ist dv=0 und die linke Seite kann vernachlässigt werden, sodass bei Stetigkeit des Integranden mit der Sprungklammer in der Fläche
{\displaystyle ({\vec {x}}-{\vec {c}})\times [[\rho {\vec {v}}\;(({\vec {v}}_{s}-{\vec {v}})\cdot {\vec {n}})+{\boldsymbol {\sigma }}^{\top }\cdot {\vec {n}}]]=({\vec {x}}-{\vec {c}})\times [[\rho {\vec {v}}\otimes ({\vec {v}}_{s}-{\vec {v}})+{\boldsymbol {\sigma }}^{\top }]]\cdot {\vec {n}}={\vec {0}}}
abgeleitet werden kann, was wegen der Sprungbedingung im ersten cauchy-eulerschen Bewegungsgesetz identisch erfüllt ist.

## Folgerungen aus den Bewegungsgesetzen
Aus den Bewegungsgesetzen können weitere, materialunabhängige, zu Prinzipien äquivalente Gleichungen gefolgert werden. Das erste cauchy-eulersche Bewegungsgesetz lautet:
{\displaystyle {\begin{aligned}{\text{materiell:}}\quad &\rho _{0}\,{\ddot {\vec {\chi }}}\!\!\!\!\!\!\!\!\!\!&=&\;\rho _{0}\,{\vec {k}}_{0}+\nabla _{0}\cdot \mathbf {N} \\{\text{räumlich:}}\quad &\rho \,{\dot {\vec {v}}}\!\!\!\!\!\!\!\!\!\!&=&\;\rho \,{\vec {k}}+\nabla \cdot {\boldsymbol {\sigma }}\end{aligned}}}
Diese Gleichungen werden mit einem Vektorfeld {\displaystyle {\vec {q}}} skalar multipliziert, über das Volumen des Körpers integriert und umgeformt. Es entsteht:
{\displaystyle {\begin{aligned}{\text{materiell:}}&\int _{V}\rho _{0}\,{\ddot {\vec {\chi }}}\cdot {\vec {q}}\,\mathrm {d} V+\int _{V}{\tilde {\mathbf {T} }}:\operatorname {sym} (\mathbf {F} ^{\top }\cdot \operatorname {GRAD} {\vec {q}})\,\mathrm {d} V=\ldots \\&\qquad \ldots =\int _{V}\rho _{0}\,{\vec {k}}_{0}\cdot {\vec {q}}\,\mathrm {d} V+\int _{A}{\vec {t}}_{0}\cdot {\vec {q}}\,\mathrm {d} A\\{\text{räumlich:}}&\int _{v}\rho \,{\dot {\vec {v}}}\cdot {\vec {q}}\,\mathrm {d} v+\int _{v}{\boldsymbol {\sigma }}:\operatorname {sym(grad} ({\vec {q}}))\,\mathrm {d} v=\ldots \\&\qquad \ldots =\int _{v}\rho \,{\vec {k}}\cdot {\vec {q}}\,\mathrm {d} v+\int _{a}{\vec {t}}\cdot {\vec {q}}\,\mathrm {d} a\end{aligned}}}
Je nach Vektorfeld {\displaystyle {\vec {q}}} ergeben sich verschiedene Aussagen.
| Beweis |
| Skalare Multiplikation des ersten cauchy-eulerschen Bewegungsgesetzes mit dem Vektorfeld {\displaystyle {\vec {q}}} und Integration über das Volumen des Körpers liefert: {\displaystyle {\begin{array}{llcl}{\text{materiell:}}&\int _{V}\rho _{0}\,{\ddot {\vec {\chi }}}\cdot {\vec {q}}\,\mathrm {d} V&=&\int _{V}\rho _{0}\,{\vec {k}}_{0}\cdot {\vec {q}}\,\mathrm {d} V+\int _{V}(\nabla _{0}\cdot \mathbf {N} )\cdot {\vec {q}}\,\mathrm {d} V\\{\text{räumlich:}}&\int _{v}\rho \,{\dot {\vec {v}}}\cdot {\vec {q}}\,\mathrm {d} v&=&\int _{v}\rho \,{\vec {k}}\cdot {\vec {q}}\,\mathrm {d} v+\int _{v}(\nabla \cdot {\boldsymbol {\sigma }})\cdot {\vec {q}}\,\mathrm {d} v\end{array}}} Der letzte Term auf der rechten Seite wird mit der Produktregel umgeformt: {\displaystyle {\begin{array}{rlcl}{\text{materiell:}}&\nabla _{0}\cdot (\mathbf {N} \cdot {\vec {q}})&=&(\nabla _{0}\cdot \mathbf {N} )\cdot {\vec {q}}+\mathbf {N} :(\nabla _{0}\otimes {\vec {q}})\\\rightarrow &(\nabla _{0}\cdot \mathbf {N} )\cdot {\vec {q}}&=&\nabla _{0}\cdot (\mathbf {N} \cdot {\vec {q}})-\mathbf {N} :(\nabla _{0}\otimes {\vec {q}})\\{\text{räumlich:}}&\nabla \cdot ({\boldsymbol {\sigma }}\cdot {\vec {q}})&=&(\nabla \cdot {\boldsymbol {\sigma }})\cdot {\vec {q}}+{\boldsymbol {\sigma }}:(\nabla \otimes {\vec {q}})\\\rightarrow &(\nabla \cdot {\boldsymbol {\sigma }})\cdot {\vec {q}}&=&\nabla \cdot ({\boldsymbol {\sigma }}\cdot {\vec {q}})-{\boldsymbol {\sigma }}:(\nabla \otimes {\vec {q}})\end{array}}} In der materiellen Form wird noch der Deformationsgradient einmultipliziert: {\displaystyle {\begin{aligned}\mathbf {N} :(\nabla _{0}\otimes {\vec {q}})=&(\mathbf {N} \cdot \mathbf {F} ^{\top -1}\cdot \mathbf {F} ^{\top }):(\nabla _{0}\otimes {\vec {q}})\\=&(\mathbf {N} \cdot \mathbf {F} ^{\top -1}):{\big (}(\nabla _{0}\otimes {\vec {q}})\cdot \mathbf {F} {\big )}\\=&{\tilde {\mathbf {T} }}:\operatorname {sym} (\mathbf {F} ^{\top }\cdot \operatorname {GRAD} {\vec {q}})\end{aligned}}} Im letzten Schritt wurde {\displaystyle (\nabla _{0}\otimes {\vec {q}})^{\top }=\operatorname {GRAD} {\vec {q}}} ausgenutzt, und dass im Skalarprodukt mit einem symmetrischen Tensor {\displaystyle {\tilde {\mathbf {T} }}} nur die symmetrischen Anteile sym(·) etwas beitragen, was auch in der räumlichen Formulierung ausgenutzt wird: {\displaystyle {\boldsymbol {\sigma }}:(\nabla \otimes {\vec {q}})={\boldsymbol {\sigma }}:\operatorname {sym(grad} ({\vec {q}}))} Das Volumenintegral des Divergenzterms wird mit dem gaußschen Integralsatz in ein Oberflächenintegral umgewandelt: {\displaystyle {\begin{aligned}{\text{materiell:}}&\int _{V}\nabla _{0}\cdot (\mathbf {N} \cdot {\vec {q}})\,\mathrm {d} V=\int _{A}(\mathbf {N} \cdot {\vec {q}})\cdot {\vec {N}}\,\mathrm {d} A=\int _{A}{\vec {q}}\cdot \mathbf {N} ^{\top }\cdot {\vec {N}}\,\mathrm {d} A=\int _{A}{\vec {q}}\cdot {\vec {t}}_{0}\,\mathrm {d} A\\{\text{räumlich:}}&\int _{v}\nabla \cdot ({\boldsymbol {\sigma }}\cdot {\vec {q}})\,\mathrm {d} v=\int _{a}({\boldsymbol {\sigma }}\cdot {\vec {q}})\cdot {\vec {n}}\,\mathrm {d} a=\int _{a}{\vec {q}}\cdot {\boldsymbol {\sigma }}^{\top }\cdot {\vec {n}}\,\mathrm {d} a=\int _{a}{\vec {q}}\cdot {\vec {t}}\,\mathrm {d} a\end{aligned}}} Zusammenführung dieser Ergebnisse resultiert in den angegebenen Gleichungen. |

### Prinzip von d’Alembert
Das Prinzip von d’Alembert hat eine grundlegende Bedeutung für die Lösung von Anfangsrandwertaufgaben der Kontinuumsmechanik, insbesondere der Verschiebungsmethode in der Finite-Elemente-Methode. Für das Vektorfeld {\displaystyle {\vec {q}}} werden virtuelle Verschiebungen {\displaystyle \delta {\vec {u}}} eingesetzt, die vom Verschiebungsfeld {\displaystyle {\vec {u}}} unabhängige, gedachte, weitgehend beliebige, differenzielle Verschiebungen sind und die mit den geometrischen Bindungen des Körpers verträglich sind. Die virtuellen Verschiebungen müssen verschwinden, wo immer Verschiebungsrandbedingungen des Körpers vorgegeben sind. Sei {\displaystyle {A}^{u}} der Teil der Oberfläche {\displaystyle A} des Körpers, auf dem Verschiebungsrandbedingungen erklärt sind. Für ein Vektorfeld der virtuellen Verschiebungen {\displaystyle \delta {\vec {u}}_{0}} ist dann
{\displaystyle {\begin{aligned}{\text{materiell}}\quad &\delta {\vec {u}}_{0}({\vec {X}})={\vec {0}}\quad {\text{für alle}}\;{\vec {X}}{\in }{A}^{u}\\{\text{räumlich}}\quad &\delta {\vec {u}}({\vec {x}})={\vec {0}}\quad {\text{für alle}}\;{\vec {x}}{\in }{a}^{u}\end{aligned}}}
zu fordern. Auf {\displaystyle {A}^{u}} können dann keine Oberflächenspannungen vorgegeben werden. Deshalb bezeichnet {\displaystyle {A}^{\sigma }=A\setminus A^{u}} den Teil der Oberfläche des Körpers, auf dem Oberflächenspannungen wirken (können) was entsprechend auch in der räumlichen Formulierung definiert wird. So entsteht:
{\displaystyle {\begin{array}{llcl}{\text{materiell:}}&\displaystyle \int _{V}\rho _{0}\,{\ddot {\vec {\chi }}}\cdot \delta {\vec {u}}_{0}\,\mathrm {d} V+\int _{V}{\tilde {\mathbf {T} }}:\delta \mathbf {E} \,\mathrm {d} V\!\!\!\!\!\!&=&\!\!\!\!\!\!\displaystyle \int _{V}\rho _{0}\,{\vec {k}}_{0}\cdot \delta {\vec {u}}_{0}\,\mathrm {d} V+\int _{A^{\sigma }}{\vec {t}}_{0}\cdot \delta {\vec {u}}_{0}\,\mathrm {d} A\\&{\text{für alle}}\;\delta {\vec {u}}_{0}\in {\mathcal {V}}_{0}\\{\text{räumlich:}}&\displaystyle \int _{v}\rho \,{\dot {\vec {v}}}\cdot \delta {\vec {u}}\,\mathrm {d} v+\int _{v}{\boldsymbol {\sigma }}:\delta {\boldsymbol {\varepsilon }}\,\mathrm {d} v\!\!\!\!\!\!&=&\!\!\!\!\!\!\displaystyle \int _{v}\rho \,{\vec {k}}\cdot \delta {\vec {u}}\,\mathrm {d} v+\int _{a^{\sigma }}{\vec {t}}\cdot \delta {\vec {u}}\,\mathrm {d} a\\&{\text{für alle}}\;\delta {\vec {u}}\in {\mathcal {V}}\end{array}}}
Die Menge {\displaystyle {\mathcal {V}}_{(0)}} enthält alle zulässigen, materiellen bzw. räumlichen, virtuellen Verschiebungsfelder. Auf der linken Seite steht die virtuelle Arbeit der Trägheitskräfte und die virtuelle Deformationsarbeit und auf der rechten Seite die virtuelle Arbeit der äußeren Kräfte (volumen- und oberflächenverteilt.)
In der materiellen Darstellung stehen die virtuelle Verzerrungen {\displaystyle \delta \mathbf {E} } für die Variation des green-lagrangeschen Verzerrungstensors:
{\displaystyle \delta \mathbf {E} :={\frac {1}{2}}(\mathbf {F} ^{\top }\cdot \delta \mathbf {F} +\delta \mathbf {F} ^{\top }\cdot \mathbf {F} )=\operatorname {sym} (\mathbf {F} ^{\top }\cdot \delta \mathbf {F} )}
mit dem virtuellen Deformationsgradient {\displaystyle \delta \mathbf {F} :=\operatorname {GRAD} \delta {\vec {u}}}. In der räumlichen Darstellung bildet sich der virtuelle Verzerrungstensor {\displaystyle \delta {\boldsymbol {\varepsilon }}} aus dem räumlichen virtuellen Verschiebungsgradient {\displaystyle \delta \mathbf {h} :=\operatorname {grad} \delta {\vec {u}}}:
{\displaystyle \delta {\boldsymbol {\varepsilon }}:=\operatorname {sym\,grad} \delta {\vec {u}}={\frac {1}{2}}(\delta \mathbf {h} +\delta \mathbf {h} ^{\top })}

### Bilanz der mechanischen Energie
Wenn für {\displaystyle {\vec {q}}} das Geschwindigkeitsfeld eingesetzt wird, folgt die Bilanz der mechanischen Energie:
{\displaystyle {\begin{array}{llcl}{\text{materiell:}}&{\frac {\mathrm {d} }{\mathrm {d} t}}\int _{V}{\frac {\rho _{0}}{2}}\,{\dot {\vec {\chi }}}\cdot {\dot {\vec {\chi }}}\,\mathrm {d} V&=&\int _{V}\rho _{0}\,{\vec {k}}_{0}\cdot {\dot {\vec {\chi }}}\,\mathrm {d} V+\int _{A}{\vec {t}}_{0}\cdot {\dot {\vec {\chi }}}\,\mathrm {d} A-\int _{V}{\tilde {\mathbf {T} }}:{\dot {\mathbf {E} }}\,\mathrm {d} V\\{\text{räumlich:}}&{\frac {\mathrm {d} }{\mathrm {d} t}}\int _{v}{\frac {\rho }{2}}{\vec {v}}\cdot {\vec {v}}\,\mathrm {d} v&=&\int _{v}\rho \,{\vec {k}}\cdot {\vec {v}}\,\mathrm {d} v+\int _{a}{\vec {t}}\cdot {\vec {v}}\,\mathrm {d} a-\int _{v}{\boldsymbol {\sigma }}:\mathbf {d} \,\mathrm {d} v\end{array}}}
Auf der linken Seite steht die zeitliche Änderung der kinetischen Energie und auf der rechten Seite steht die Leistung der äußeren Kräfte (volumen- und flächenverteilt) abzüglich der Verformungsleistung. Dieser Satz wird auch Arbeitssatz oder „Satz von der geleisteten Arbeit“ (englisch Theorem of work expended) genannt.
| Beweis |
| Die Zeitableitung der kinetischen Energie ist gleich der Leistung der Trägheitskräfte {\displaystyle {\begin{array}{llcl}{\text{materiell:}}&{\frac {\mathrm {d} }{\mathrm {d} t}}\int _{V}{\frac {\rho _{0}}{2}}\,{\dot {\vec {\chi }}}\cdot {\dot {\vec {\chi }}}\,\mathrm {d} V&=&\int _{V}\rho _{0}\,{\dot {\vec {\chi }}}\cdot {\ddot {\vec {\chi }}}\,\mathrm {d} V\\{\text{räumlich:}}&{\frac {\mathrm {d} }{\mathrm {d} t}}\int _{v}{\frac {\rho }{2}}{\vec {v}}\cdot {\vec {v}}\,\mathrm {d} v&=&\int _{v}\left[{\frac {\mathrm {d} }{\mathrm {d} t}}\left({\frac {\rho }{2}}{\vec {v}}\cdot {\vec {v}}\right)+\operatorname {div} ({\vec {v}}){\frac {\rho }{2}}{\vec {v}}\cdot {\vec {v}}\right]\,\mathrm {d} v\\&&=&\int _{v}\left[{\frac {\dot {\rho }}{2}}{\vec {v}}\cdot {\vec {v}}+\rho {\vec {v}}\cdot {\dot {\vec {v}}}+\operatorname {div} ({\vec {v}}){\frac {\rho }{2}}{\vec {v}}\cdot {\vec {v}}\right]\,\mathrm {d} v\\&&=&\int _{v}{\Bigl [}(\underbrace {{\dot {\rho }}+\rho \operatorname {div} ({\vec {v}})} _{=0}){\frac {1}{2}}{\vec {v}}\cdot {\vec {v}}+\rho {\vec {v}}\cdot {\dot {\vec {v}}}{\Bigr ]}\,\mathrm {d} v=\int _{v}\rho {\vec {v}}\cdot {\dot {\vec {v}}}\,\mathrm {d} v\,,\end{array}}} was die ersten Terme auf den linken Seiten begründet. In der räumlichen Formulierung wurde der reynoldssche Transportsatz und die Massenbilanz angewendet. Der materielle Gradient der Geschwindigkeit ist die Zeitableitung {\displaystyle \operatorname {GRAD} {\dot {\vec {\chi }}}={\dot {\mathbf {F} }}} des Deformationsgradienten und der symmetrische Anteil des räumlichen Geschwindigkeitsgradienten {\displaystyle \mathbf {l} :=\operatorname {grad} {\vec {v}}} ist der Verzerrungsgeschwindigkeitstensor d. Damit schreiben sich die Verformungsleistungen: {\displaystyle {\begin{aligned}{\text{materiell}}:&\int _{V}{\tilde {\mathbf {T} }}:\operatorname {sym} (\mathbf {F} ^{\top }\cdot {\dot {\mathbf {F} }})=:\int _{V}{\tilde {\mathbf {T} }}:{\dot {\mathbf {E} }}\,\mathrm {d} V\\{\text{räumlich}}:&\int _{v}{\boldsymbol {\sigma }}:\operatorname {sym} (\mathbf {l} )\,\mathrm {d} v=\int _{v}{\boldsymbol {\sigma }}:\mathbf {d} \,\mathrm {d} v\end{aligned}}} Die Leistungen der äußeren Kräfte ergeben sich durch Ersetzung des Vektors {\displaystyle {\vec {q}}} durch den Geschwindigkeitsvektor. |

### Energieerhaltungssatz
In einem konservativen System gibt es eine skalarwertige Funktion Wa, die potentielle Energie, deren negative Zeitableitung gemäß
{\displaystyle -{\frac {\mathrm {d} }{\mathrm {d} t}}W_{a}:=\int _{V}\rho _{0}\,{\vec {k}}_{0}\cdot {\dot {\vec {\chi }}}\,\mathrm {d} V+\int _{A}{\vec {t}}_{0}\cdot {\dot {\vec {\chi }}}\,\mathrm {d} A=\int _{v}\rho \,{\vec {k}}\cdot {\vec {v}}\,\mathrm {d} v+\int _{a}{\vec {t}}\cdot {\vec {v}}\,\mathrm {d} a}
die Leistung der äußeren Kräfte ist, und eine Formänderungsenergie Wi, deren Zeitableitung
{\displaystyle {\frac {\mathrm {d} }{\mathrm {d} t}}W_{i}:=\int _{V}{\tilde {\mathbf {T} }}:{\dot {\mathbf {E} }}\,\mathrm {d} V=\int _{v}{\boldsymbol {\sigma }}:\mathbf {d} \,\mathrm {d} v}
die Verformungsleistung ist. Mit der Abkürzung
{\displaystyle K:=\int _{V}{\frac {\rho _{0}}{2}}\,{\dot {\vec {\chi }}}\cdot {\dot {\vec {\chi }}}\,\mathrm {d} V=\int _{v}{\frac {\rho }{2}}{\vec {v}}\cdot {\vec {v}}\,\mathrm {d} v}
für die kinetische Energie schreibt sich die Bilanz der mechanischen Energie:
{\displaystyle {\frac {\mathrm {d} }{\mathrm {d} t}}K+{\frac {\mathrm {d} }{\mathrm {d} t}}W_{i}+{\frac {\mathrm {d} }{\mathrm {d} t}}W_{a}={\frac {\mathrm {d} }{\mathrm {d} t}}(K+W_{i}+W_{a})=0\quad \Leftrightarrow K+W_{i}+W_{a}=E}
Die mechanische Gesamtenergie E, bestehend aus der kinetischen Energie, der Formänderungsenergie und der potentiellen Energie, ist mithin in einem konservativen System zeitlich konstant, was als Energieerhaltungssatz bekannt ist.

### Satz von Clapeyron
Wird bei kleinen Verformungen, linearer Elastizität und im statischen Fall für das Vektorfeld {\displaystyle {\vec {q}}} das Verschiebungsfeld {\displaystyle {\vec {u}}({\vec {X}},t):={\vec {\chi }}({\vec {X}},t)-{\vec {X}}} eingesetzt, dann ist {\displaystyle \operatorname {grad} {\vec {q}}=\operatorname {grad} {\vec {u}}=\mathbf {H} } der Verschiebungsgradient und {\displaystyle \|\mathbf {H} \|\ll 1}, sodass alle Terme, die {\displaystyle \|\mathbf {H} \|} in höherer Ordnung als eins enthalten, vernachlässigt werden können. Es folgt:
{\displaystyle {\begin{aligned}\operatorname {GRAD} {\vec {u}}=\mathbf {H} =\operatorname {GRAD} {\vec {\chi }}-\mathbf {1} =\mathbf {F-1} \\\rightarrow \quad \operatorname {sym} (\mathbf {F} ^{\top }\cdot \operatorname {GRAD} {\vec {u}})=\operatorname {sym} (\mathbf {(1+H^{\top })\cdot H} )\approx \operatorname {sym} (\mathbf {H} )={\frac {1}{2}}(\mathbf {H+H^{\top }} )={\boldsymbol {\varepsilon }}\end{aligned}}}
Der symmetrische Anteil des Verschiebungsgradienten ist der linearisierte Verzerrungstensor. Der zweite piola-kirchhoffsche Spannungstensor geht bei kleinen Verformungen in den cauchyschen Spannungstensor über und es resultiert der Arbeitssatz
{\displaystyle \int _{v}{\boldsymbol {\sigma }}:{\boldsymbol {\varepsilon }}\,\mathrm {d} v=\int _{v}\rho \,{\vec {k}}\cdot {\vec {u}}\,\mathrm {d} v+\int _{a}{\vec {t}}\cdot {\vec {u}}\,\mathrm {d} a}
Der Integrand auf der linken Seite ist das Doppelte der Formänderungsenergie {\displaystyle {\boldsymbol {\sigma }}:{\boldsymbol {\varepsilon }}=2w} und es entsteht der Satz von Clapeyron
{\displaystyle 2\int _{v}w\,\mathrm {d} v=\int _{v}\rho \,{\vec {k}}\cdot {\vec {u}}\,\mathrm {d} v+\int _{a}{\vec {t}}\cdot {\vec {u}}\,\mathrm {d} a}